# Nintendo DSi Browser
Ne doit pas être confondu avec Nintendo DS Browser.
Le Nintendo DSi Browser est un navigateur reposant sur Opera permettant d'aller sur le web depuis la Nintendo DSi, grâce au Wi-Fi, sorti le 3 avril 2009 en Europe.
Il est entièrement gratuit, et était téléchargeable depuis la DSiWare. (Téléchargement plus possible depuis la fermeture de la boutique Nintendo DSi)
Il est plus performant que le Nintendo DS Browser (Pour DS et DS Lite, notamment grâce à son amélioration de connexion Wi-Fi, et de la présence de Micrologiciel).

## Formats compatibles
Il est compatible avec les formats suivants :
- HTML
- XHTML
- XML
- Javascript
- Certaines fonctions CSS
- Certaines fonctions SSL et TLS

## Principaux avantages
On constate des améliorations par rapport à l'ancien Nintendo DS Browser
- Téléchargement gratuit (contrairement à l'ancien qui coûte environ 40 €)
- Fonctionne sans Cartouche d'extension mémoire (contrairement à l'ancien)
- Connexion Wi-Fi plus rapide
- Présence de Firmware
- Présence du Contrôle Parental
- Présence d'historique, de favoris, et de cookies
- Facilité d'utilisation

## Principaux inconvénients
- Incapacité de lecture de fichiers audio et vidéo
- Chargement d'image assez lent (malgré une meilleure connectivité)
- Incapacité de télécharger des fichiers